# Lavinia (mitologia)
Lavinia (in latino Lāuīnĭa) fu una leggendaria principessa italica vissuta nel XII secolo a.C., figlia del re Latino e della regina Amata.
Secondo la tradizione epica latina, Lavinia, dopo la sparizione di Creusa,  fu la seconda sposa di Enea, al quale diede un figlio postumo, Silvio, capostipite dei re latini, una serie di leggendari sovrani del Lazio e Alba Longa che, nella mitologia romana, collegano Enea alla fondazione di Roma da parte di Romolo e Remo nel 753 a.C.

## La leggenda
(Publio Virgilio Marone, Eneide XII 67-69)
Secondo Virgilio e Tito Livio, Lavinia era figlia di Latino, re eponimo dei Latini, antico popolo dell'Italia centrale, e di Amata, sua moglie.

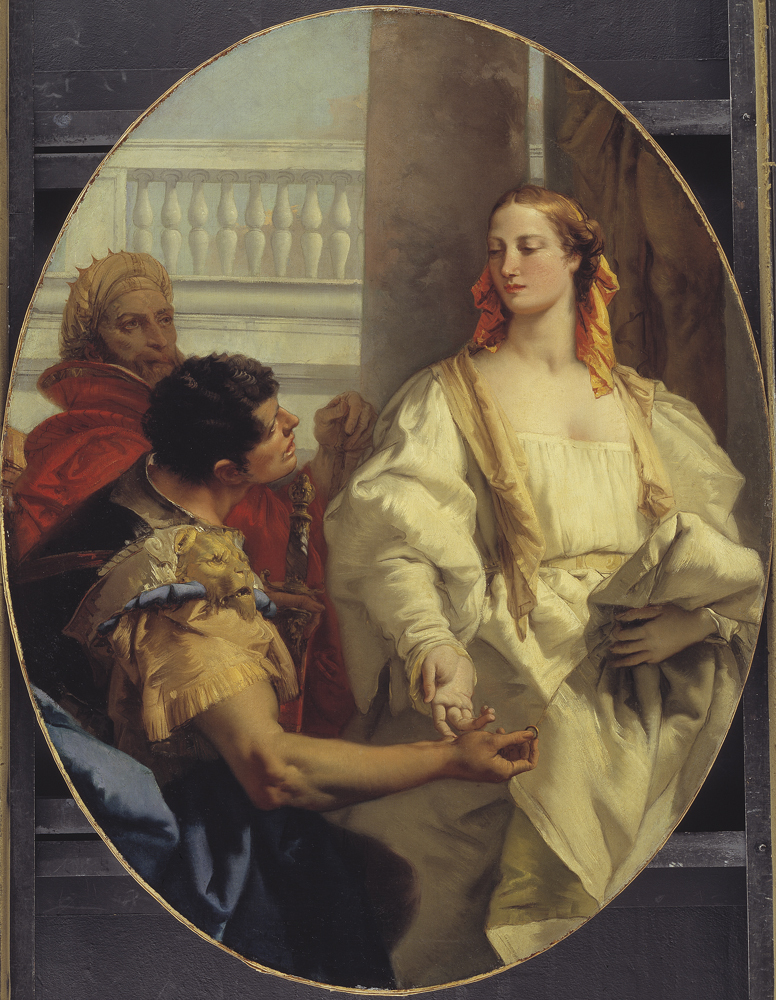
Latino offre in matrimonio Lavinia a Enea, olio su tela di Giambattista Tiepolo.

Inizialmente Lavinia era stata promessa in sposa a Turno, re dei Rutuli. Dopo lo sbarco di Enea nel Lazio, fuggito da Troia in fiamme col padre Anchise e il figlio Ascanio detto anche Iulo, e la protezione accordata dal re Latino a Enea, Lavinia fu data in sposa al capo troiano per suggellare la nuova alleanza. Re Latino, con l'arrivo di Enea, ruppe i patti precedenti, di concedere Lavinia in moglie al giovane re dei Rutuli, anche perché suo padre, il dio italico Fauno, gli aveva preannunciato che l'unione di uno straniero con sua figlia Lavinia avrebbe generato una stirpe eroica e gloriosa. I Troiani fondarono una città chiamata Lavinium, in onore della promessa sposa di Enea.
Secondo Livio, la rottura della promessa coniugale fece scoppiare il conflitto fra i troiani e latini da una parte e rutuli di Turno dall'altra. La guerra si concluse con la disfatta di Turno e la vittoria di troiani e latini: questi ultimi però persero in battaglia re Latino. In seguito Turno, alleatosi con gli etruschi di Mezenzio, re di Caere, scese di nuovo in guerra contro i latini, i quali vinsero ancora una volta i nemici.
Secondo Virgilio, invece, Latino fu costretto dai suoi sudditi a schierarsi con Turno contro Enea dopo l'uccisione di un suo cortigiano, il giovane e grintoso Almone; ma non intervenne personalmente nei combattimenti.
Dopo la morte di Enea, Lavinia continuò a regnare su Lavinio e sui latini. Essendo sorti contrasti col figliastro Ascanio, si rifugiò prima in un bosco, poi nella capanna del pastore Tirro (il padre di Almone), dove diede alla luce Silvio, capostipite dei re latini. Qualche tempo dopo Ascanio, che era malvisto dal popolo per l'atteggiamento ostile verso la matrigna, si riconciliò con Lavinia cedendole la città di Lavinio, e fondò per sé una nuova città sui Colli Albani, che fu chiamata Alba Longa. Silvio, figlio di Enea e Lavinia, succedette ad Ascanio come re di Alba Longa.
Da Iulo, figlio di Enea e Creusa, la tradizione fa discendere la gens Iulia, alla quale apparteneva Gaio Giulio Cesare, uno dei personaggi più importanti e influenti della storia romana. La ricerca storica moderna sembra riconoscere un qualche fondamento a questa discendenza, in quanto numerosi storici fra i quali Massimo Pallottino (in Le Origini di Roma), sostengono, sulla base di studi linguistici, che la gens Iulia fosse effettivamente originaria di Alba Longa. I suoi nobili esponenti, da sempre annoverati fra i patrizi, si sarebbero insediati a Roma in periodo monarchico, secondo un'usanza seguita da altre famose gentes patrizie.

## Albero genealogico
|  |  |        |        |        |        | Anchise         | Anchise         | Anchise         | Anchise         | Anchise         | Anchise         |          |          | Afrodite/Venere | Afrodite/Venere | Afrodite/Venere | Afrodite/Venere | Afrodite/Venere | Afrodite/Venere |               |               | Latino     | Latino     | Latino     | Latino     | Latino     | Latino     |         |         | Amata | Amata | Amata | Amata | Amata | Amata |
|  |  |        |        |        |        | Anchise         | Anchise         | Anchise         | Anchise         | Anchise         | Anchise         |          |          | Afrodite/Venere | Afrodite/Venere | Afrodite/Venere | Afrodite/Venere | Afrodite/Venere | Afrodite/Venere |               |               | Latino     | Latino     | Latino     | Latino     | Latino     | Latino     |         |         | Amata | Amata | Amata | Amata | Amata | Amata |
|  |  |        |        |        |        |                 |                 |                 |                 |                 |                 |          |          |                 |                 |                 |                 |                 |                 |               |               |            |            |            |            |            |            |         |         |       |       |       |       |       |       |
|  |  | Creusa | Creusa | Creusa | Creusa | Creusa          | Creusa          |                 |                 | Enea            | Enea            | Enea     | Enea     | Enea            | Enea            |                 |                 |                 |                 |               |               |            |            | Lavinia    | Lavinia    | Lavinia    | Lavinia    | Lavinia | Lavinia |       |       |       |       |       |       |
|  |  | Creusa | Creusa | Creusa | Creusa | Creusa          | Creusa          |                 |                 | Enea            | Enea            | Enea     | Enea     | Enea            | Enea            |                 |                 |                 |                 |               |               |            |            | Lavinia    | Lavinia    | Lavinia    | Lavinia    | Lavinia | Lavinia |       |       |       |       |       |       |
|  |  |        |        |        |        |                 |                 |                 |                 |                 |                 |          |          |                 |                 |                 |                 |                 |                 |               |               |            |            |            |            |            |            |         |         |       |       |       |       |       |       |
|  |  |        |        |        |        | Ascanio, o Iulo | Ascanio, o Iulo | Ascanio, o Iulo | Ascanio, o Iulo | Ascanio, o Iulo | Ascanio, o Iulo |          |          |                 |                 | Silvio          | Silvio          | Silvio          | Silvio          | Silvio        | Silvio        |            |            |            |            |            |            |         |         |       |       |       |       |       |       |
|  |  |        |        |        |        | Ascanio, o Iulo | Ascanio, o Iulo | Ascanio, o Iulo | Ascanio, o Iulo | Ascanio, o Iulo | Ascanio, o Iulo |          |          |                 |                 | Silvio          | Silvio          | Silvio          | Silvio          | Silvio        | Silvio        |            |            |            |            |            |            |         |         |       |       |       |       |       |       |
|  |  |        |        |        |        | Silvio          | Silvio          | Silvio          | Silvio          | Silvio          | Silvio          |          |          |                 |                 | Enea Silvio     | Enea Silvio     | Enea Silvio     | Enea Silvio     | Enea Silvio   | Enea Silvio   |            |            |            |            |            |            |         |         |       |       |       |       |       |       |
|  |  |        |        |        |        | Silvio          | Silvio          | Silvio          | Silvio          | Silvio          | Silvio          |          |          |                 |                 | Enea Silvio     | Enea Silvio     | Enea Silvio     | Enea Silvio     | Enea Silvio   | Enea Silvio   |            |            |            |            |            |            |         |         |       |       |       |       |       |       |
|  |  |        |        |        |        | Bruto di Troia  | Bruto di Troia  | Bruto di Troia  | Bruto di Troia  | Bruto di Troia  | Bruto di Troia  |          |          |                 |                 | Latino Silvio   | Latino Silvio   | Latino Silvio   | Latino Silvio   | Latino Silvio | Latino Silvio |            |            |            |            |            |            |         |         |       |       |       |       |       |       |
|  |  |        |        |        |        | Bruto di Troia  | Bruto di Troia  | Bruto di Troia  | Bruto di Troia  | Bruto di Troia  | Bruto di Troia  |          |          |                 |                 | Latino Silvio   | Latino Silvio   | Latino Silvio   | Latino Silvio   | Latino Silvio | Latino Silvio |            |            |            |            |            |            |         |         |       |       |       |       |       |       |
|  |  |        |        |        |        |                 |                 |                 |                 |                 |                 |          |          |                 |                 | Alba            |                 |                 |                 |               |               |            |            |            |            |            |            |         |         |       |       |       |       |       |       |
|  |  |        |        |        |        |                 |                 |                 |                 |                 |                 |          |          |                 |                 |                 |                 |                 |                 |               |               |            |            |            |            |            |            |         |         |       |       |       |       |       |       |
|  |  |        |        |        |        |                 |                 |                 |                 |                 |                 |          |          |                 |                 | Atys            |                 |                 |                 |               |               |            |            |            |            |            |            |         |         |       |       |       |       |       |       |
|  |  |        |        |        |        |                 |                 |                 |                 |                 |                 |          |          |                 |                 |                 |                 |                 |                 |               |               |            |            |            |            |            |            |         |         |       |       |       |       |       |       |
|  |  |        |        |        |        |                 |                 |                 |                 |                 |                 |          |          |                 |                 | Capys           |                 |                 |                 |               |               |            |            |            |            |            |            |         |         |       |       |       |       |       |       |
|  |  |        |        |        |        |                 |                 |                 |                 |                 |                 |          |          |                 |                 |                 |                 |                 |                 |               |               |            |            |            |            |            |            |         |         |       |       |       |       |       |       |
|  |  |        |        |        |        |                 |                 |                 |                 |                 |                 |          |          |                 |                 | Capeto          |                 |                 |                 |               |               |            |            |            |            |            |            |         |         |       |       |       |       |       |       |
|  |  |        |        |        |        |                 |                 |                 |                 |                 |                 |          |          |                 |                 |                 |                 |                 |                 |               |               |            |            |            |            |            |            |         |         |       |       |       |       |       |       |
|  |  |        |        |        |        |                 |                 |                 |                 |                 |                 |          |          |                 |                 | Tiberino Silvio |                 |                 |                 |               |               |            |            |            |            |            |            |         |         |       |       |       |       |       |       |
|  |  |        |        |        |        |                 |                 |                 |                 |                 |                 |          |          |                 |                 |                 |                 |                 |                 |               |               |            |            |            |            |            |            |         |         |       |       |       |       |       |       |
|  |  |        |        |        |        |                 |                 |                 |                 |                 |                 |          |          |                 |                 | Agrippa         |                 |                 |                 |               |               |            |            |            |            |            |            |         |         |       |       |       |       |       |       |
|  |  |        |        |        |        |                 |                 |                 |                 |                 |                 |          |          |                 |                 |                 |                 |                 |                 |               |               |            |            |            |            |            |            |         |         |       |       |       |       |       |       |
|  |  |        |        |        |        |                 |                 |                 |                 |                 |                 |          |          |                 |                 | Romolo Silvio   |                 |                 |                 |               |               |            |            |            |            |            |            |         |         |       |       |       |       |       |       |
|  |  |        |        |        |        |                 |                 |                 |                 |                 |                 |          |          |                 |                 |                 |                 |                 |                 |               |               |            |            |            |            |            |            |         |         |       |       |       |       |       |       |
|  |  |        |        |        |        |                 |                 |                 |                 |                 |                 |          |          |                 |                 | Aventino        |                 |                 |                 |               |               |            |            |            |            |            |            |         |         |       |       |       |       |       |       |
|  |  |        |        |        |        |                 |                 |                 |                 |                 |                 |          |          |                 |                 |                 |                 |                 |                 |               |               |            |            |            |            |            |            |         |         |       |       |       |       |       |       |
|  |  |        |        |        |        |                 |                 |                 |                 |                 |                 |          |          |                 |                 | Proca           |                 |                 |                 |               |               |            |            |            |            |            |            |         |         |       |       |       |       |       |       |
|  |  |        |        |        |        |                 |                 |                 |                 |                 |                 |          |          |                 |                 |                 |                 |                 |                 |               |               |            |            |            |            |            |            |         |         |       |       |       |       |       |       |
|  |  |        |        |        |        |                 |                 |                 |                 |                 |                 |          |          |                 |                 |                 |                 |                 |                 |               |               |            |            |            |            |            |            |         |         |       |       |       |       |       |       |
|  |  |        |        |        |        |                 |                 |                 |                 |                 |                 |          |          |                 |                 | Numitore        | Numitore        | Numitore        | Numitore        | Numitore      | Numitore      |            |            | Amulio     | Amulio     | Amulio     | Amulio     | Amulio  | Amulio  |       |       |       |       |       |       |
|  |  |        |        |        |        |                 |                 |                 |                 |                 |                 |          |          |                 |                 | Numitore        | Numitore        | Numitore        | Numitore        | Numitore      | Numitore      |            |            | Amulio     | Amulio     | Amulio     | Amulio     | Amulio  | Amulio  |       |       |       |       |       |       |
|  |  |        |        |        |        |                 |                 |                 |                 |                 |                 |          |          | Rea Silvia      | Rea Silvia      | Rea Silvia      | Rea Silvia      | Rea Silvia      | Rea Silvia      |               |               | Ares/Marte | Ares/Marte | Ares/Marte | Ares/Marte | Ares/Marte | Ares/Marte |         |         |       |       |       |       |       |       |
|  |  |        |        |        |        |                 |                 |                 |                 |                 |                 |          |          | Rea Silvia      | Rea Silvia      | Rea Silvia      | Rea Silvia      | Rea Silvia      | Rea Silvia      |               |               | Ares/Marte | Ares/Marte | Ares/Marte | Ares/Marte | Ares/Marte | Ares/Marte |         |         |       |       |       |       |       |       |
|  |  |        |        |        |        |                 |                 |                 |                 |                 |                 |          |          |                 |                 |                 |                 |                 |                 |               |               |            |            |            |            |            |            |         |         |       |       |       |       |       |       |
|  |  |        |        |        |        |                 |                 |                 |                 |                 |                 |          |          |                 |                 |                 |                 |                 |                 |               |               |            |            |            |            |            |            |         |         |       |       |       |       |       |       |
|  |  |        |        |        |        |                 |                 |                 |                 | Hersilia        | Hersilia        | Hersilia | Hersilia | Hersilia        | Hersilia        |                 |                 | Romolo          | Romolo          | Romolo        | Romolo        | Romolo     | Romolo     |            |            | Remo       | Remo       | Remo    | Remo    | Remo  | Remo  |       |       |       |       |
|  |  |        |        |        |        |                 |                 |                 |                 | Hersilia        | Hersilia        | Hersilia | Hersilia | Hersilia        | Hersilia        |                 |                 | Romolo          | Romolo          | Romolo        | Romolo        | Romolo     | Romolo     |            |            | Remo       | Remo       | Remo    | Remo    | Remo  | Remo  |       |       |       |       |
|  |  |        |        |        |        |                 |                 |                 |                 |                 |                 |          |          |                 |                 |                 |                 |                 |                 |               |               |            |            |            |            |            |            |         |         |       |       |       |       |       |       |
|  |  |        |        |        |        |                 |                 |                 |                 |                 |                 |          |          | re di Roma      |                 |                 |                 |                 |                 |               |               |            |            |            |            |            |            |         |         |       |       |       |       |       |       |

## Fonti
Le più autorevoli fonti che ci tramandano le sue vicende sono gli Ab Urbe condita libri, opera storica di Tito Livio, e l'Eneide, poema epico di Publio Virgilio Marone, in cui Lavinia compare solo marginalmente nei libri VI, VII, XI e XII, pur avendo tanta parte, come causa involontaria, nel susseguirsi degli eventi.
Il mito è narrato anche da Marco Porcio Catone detto il Censore, nelle Origines, e da Dionigi di Alicarnasso.

## Nella cultura successiva

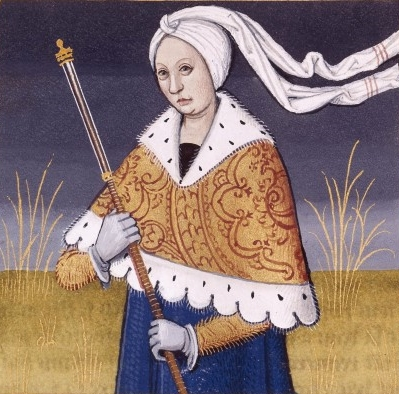
Lavinia da una miniatura del codice De mulieribus claris di Giovanni Boccaccio

Lavinia è protagonista dell'omonimo romanzo scritto nel 2008 da Ursula K. Le Guin: narrato in prima persona, il libro espande il personaggio e il suo rapporto con Enea e sviluppa una narrativa d'autocoscienza tramite gli sporadici dialoghi tra lei e Virgilio, autore dell'Eneide ai tempi di Ottaviano.
Lavinia appare anche, insieme al padre Latino, nella Divina Commedia di Dante Alighieri, di preciso nel Canto IV dell'Inferno.